# Scènes de la Passion du Christ

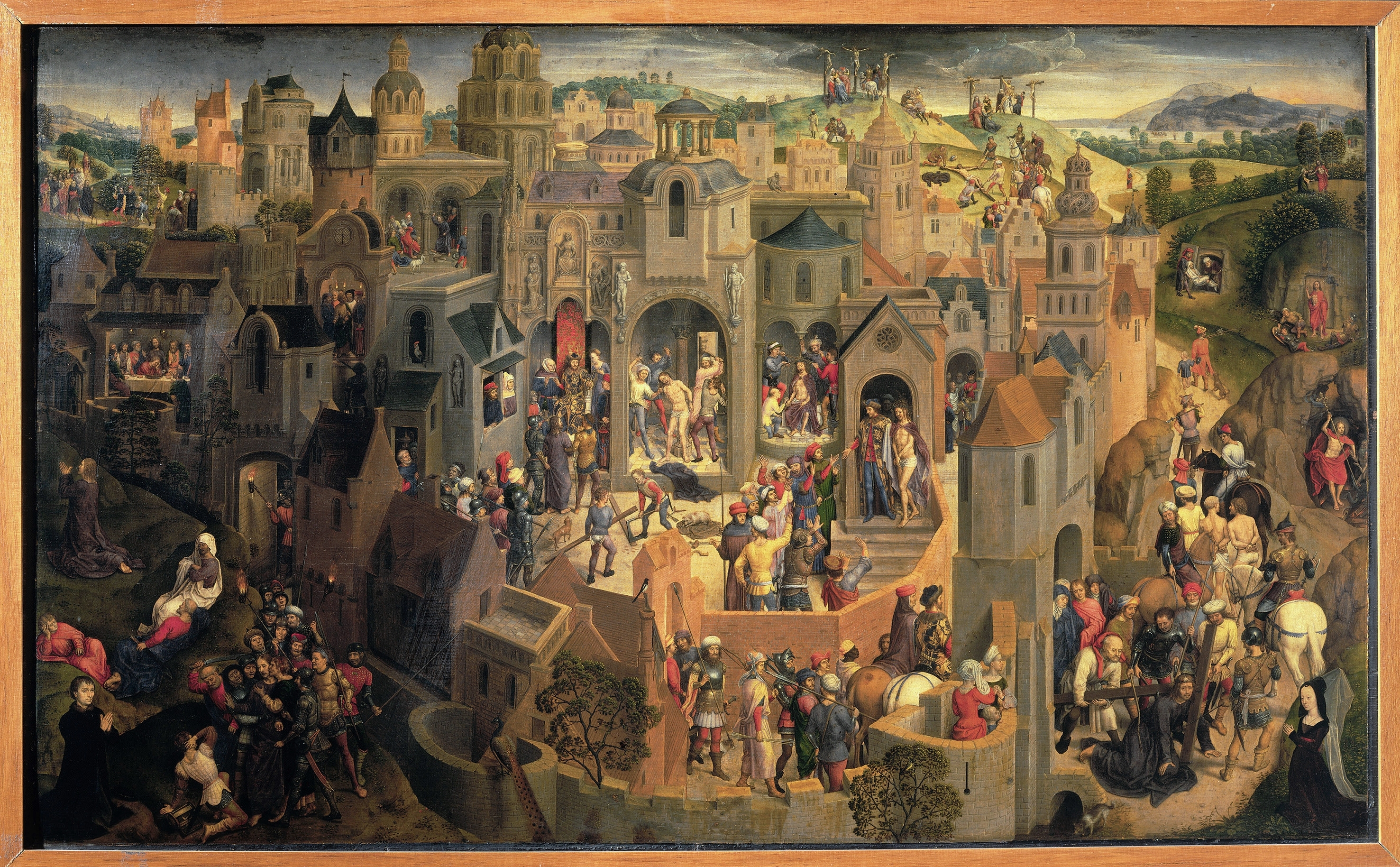
Scènes de la Passion du Christ

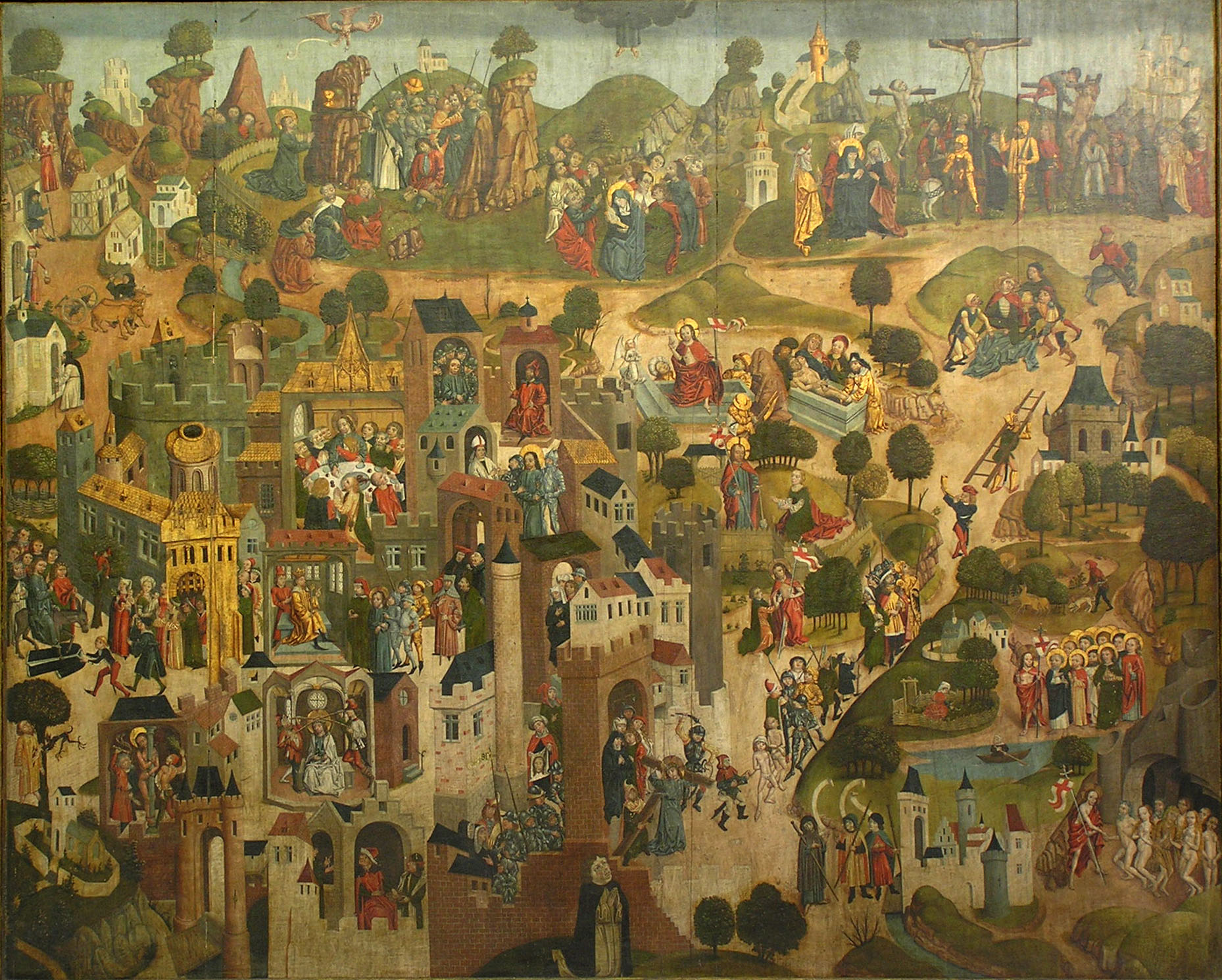
Une Passion similaire représentée à travers plusieurs petites scènes, de l’Entrée dans Jérusalem à travers la Porte dorée (en bas à gauche) à l’Ascension (au milieu en haut), Pologne, v. 1490.

Scènes de la Passion du Christ, aussi appelé Passion de Turin, est un tableau du peintre primitif flamand d'origine allemande Hans Memling. Réalisé vers 1470 sur un panneau de chêne de la Baltique, cette peinture représente 23 vignettes de la Vie du Christ combinées dans une seule et même composition narrative sans scène centrale dominante : 19 épisodes montrent la Passion du Christ, la Résurrection, et trois épisodes de l'apparition du Christ ressuscité (à Marie-Madeleine, sur la route vers Emmaüs, et devant la mer de Galilée). La réalisation de cette œuvre est commandée par Tommaso Portinari, un banquier italien vivant à Bruges, qui est représenté — comme cela était souvent le cas pour les donateurs — agenouillé et priant dans le coin inférieur gauche du tableau, en compagnie de sa femme, Maria Baroncelli, qui est peinte, elle, dans le coin inférieur droit.  
Le tableau est de taille relativement petite, il mesure 56,7 × 92,2 cm, et ne faisait probablement pas partie d'un retable. Il a pu être destiné à la chapelle personnelle de la famille Portinari dans l'église Saint-Jacob de Bruges. Il ne figure pas dans l'inventaire des possessions de Portinari à la date de sa mort en 1501, et il a probablement été déménagé de Bruges à Florence entre 1510 et 1520. Il apparaît pour la première fois dans la collection de Cosme Ier à Florence en 1550. Le tableau est aujourd'hui exposé à la Galerie Sabauda à Turin.

## Les scènes
Les scènes de la Passion se lisent dans un ordre bien précis. Elle débutent dans le coin supérieur gauche du tableau avec l'entrée de Jésus à Jérusalem par la Porte dorée, le Dimanche des Rameaux, il traverse ensuite la ville et en ressort au niveau du Jardin de Gethsémani (coin inférieur gauche), les scènes de la Passion sont représentées au centre de la ville (le Jugement de Pilate, la Flagellation du Christ, le Couronnement d'épines, Ecce Homo), puis le Chemin de Croix débute à la sortie de la ville, dans le coin inférieur droit, et remonte jusqu'à la scène de crucifixion. L’enchainement des scènes prend fin avec l'apparition de Jésus sur la route d'Emmaüs et devant la mer de Galilée dans le coin supérieur droit. Le chemin de Croix représenté ici comprend sept des quatorze stations traditionnelles de la Croix, le peintre intercale à la place d'autres scènes. Les sept stations qui ne figurent pas sur le tableau sont : Jésus recevant sa croix, lorsque Jésus tombe à deux reprises en portant sa croix, Jésus rencontrant sa mère, Véronique essuyant le visage de Jésus, Jésus rencontrant les filles de Jérusalem, et Jésus étant dépouillé de ses vêtements.
Les scènes ont lieu au sein et autour d'une Jérusalem idéalisée, peinte comme une ville médiévale fortifiée avec des tours exotiques surmontées de dômes.
Le point de vue élevé adopté par l'artiste permet de voir le Calvaire derrière la ville. De manière inhabituelle, pour les peintures de cette période, l'éclairage de la peinture est interne, il provient du soleil qui se lève à droite, et il est cohérent à travers la peinture, avec des zones éclairées à droite et des zones dans l'obscurité à gauche.

### La chronologie
Dans l'ordre chronologique, les scènes s'enchaînent de la façon suivante :
| no  | Scène                                                         | Localisation dans le tableau |
| --- | ------------------------------------------------------------- | --- |
| 1.  | Jésus entre dans la ville à dos d'âne le Dimanche des Rameaux | En haut à gauche, à l'extérieur des murs de la ville |
| 2.  | Jésus chassant les marchands du Temple                        | à gauche de l'entrée de Jésus, sous une double arche |
| 3.  | Judas trahit Jésus et le vend aux grands prêtres              | en dessous à gauche de la scène du Temple, sous un porche éclairé par des chandelles |
| 4.  | La Cène                                                       | à gauche de la trahison de Judas, dans un bâtiment avec un toit en pente |
| 5.  | Prière dans le Jardin de Gethsémani                           | Sous la Cène ; trois apôtres dorment allongés alors que Jésus prie |
| 6.  | L'Arrestation du Christ                                       | en dessous à droite du jardin : Judas embrasse Jésus ; Pierre coupe l'oreille de Malchus |
| 7.  | Le Reniement de Pierre                                        | au-dessus et à droite de l'arrestation : Pierre est sous un porche, un coq chante au-dessus de lui |
| 8.  | Le Christ devant Pilate                                       | au centre à gauche ; Pilate est assis sur son trône (Station de la Croix no 1) |
| 9.  | La Flagellation du Christ                                     | au centre |
| 10. | Christ devant le roi Herodes                                  | au centre à droite, deux scènes plus loin dans un bâtiment étroit en retrait |
| 11. | Le Couronnement d'épines                                      | à droite de la flagellation, Jésus reçoit une couronne d'épines et un vêtement violet |
| 12. | Ecce Homo                                                     | à droite du couronnement d'épines : le Christ est présenté au peuple qui le condamne à mort |
| 13. | Réalisation de la Croix                                       | en bas à gauche, en dessous de la flagellation |
| 14. | Portement de Croix ; Simon de Cyrène porte la Croix           | en dessous à partir de la droite, une procession quitte la ville par l'un de ses portes ; sur la route à l'extérieur, le Christ tombe sur ses genoux, il est aidé par Simon de Cyrène (stations de la Croix no 3 et 5) |
| 15. | Jésus est cloué à la Croix                                    | en haut, au centre légèrement à droite (station de la Croix no 11) |
| 16. | Crucifixion de Jésus                                          | au-dessus plus à gauche, Jésus meurt sur le Golgotha, en compagnie de deux criminels (station de la Croix no 12) |
| 17. | Descente de la Croix                                          | à droite, le Christ est détaché de la Croix de nuit (station de la Croix no 13) |
| 18. | La Mise au tombeau                                            | sous la descente de la Croix, à droite (station de la Croix no 14) |
| 19. | Descente aux Enfers                                           | à droite de la procession, la Christ tient un crucifix |
| 20. | Résurrection                                                  | au-dessus des Enfers, des gardes sont représentés assoupis |
| 21. | Rencontre avec Marie-Madeleine : noli me tangere              | au-dessus de la résurrection |
| 22. | Sur la route d'Emmaüs                                         | à gauche de la rencontre avec Marie-Madeleine |
| 23. | Apparition devant les apôtres à la mer de Galilée             | en haut à droite |

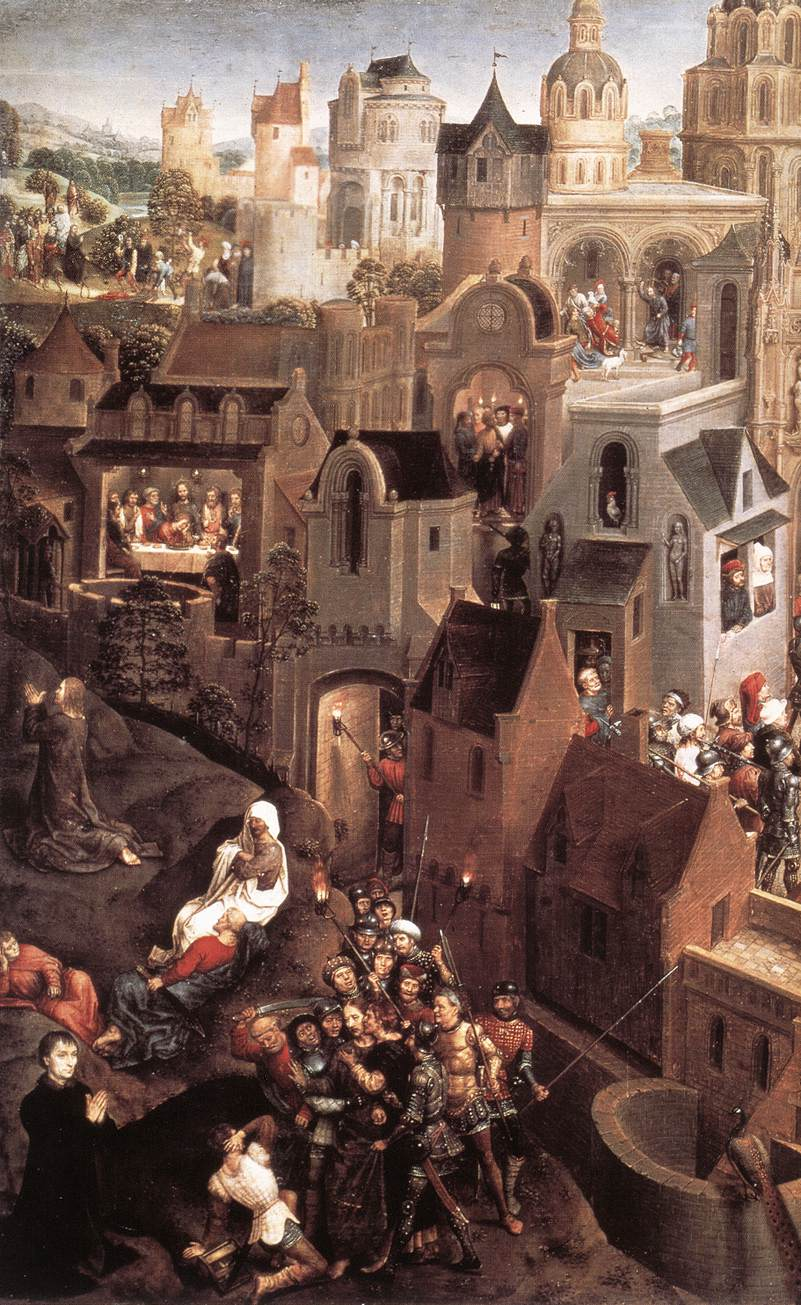
1. à 6. De l’Entrée à Jérusalem jusqu'à l’Arrestation.
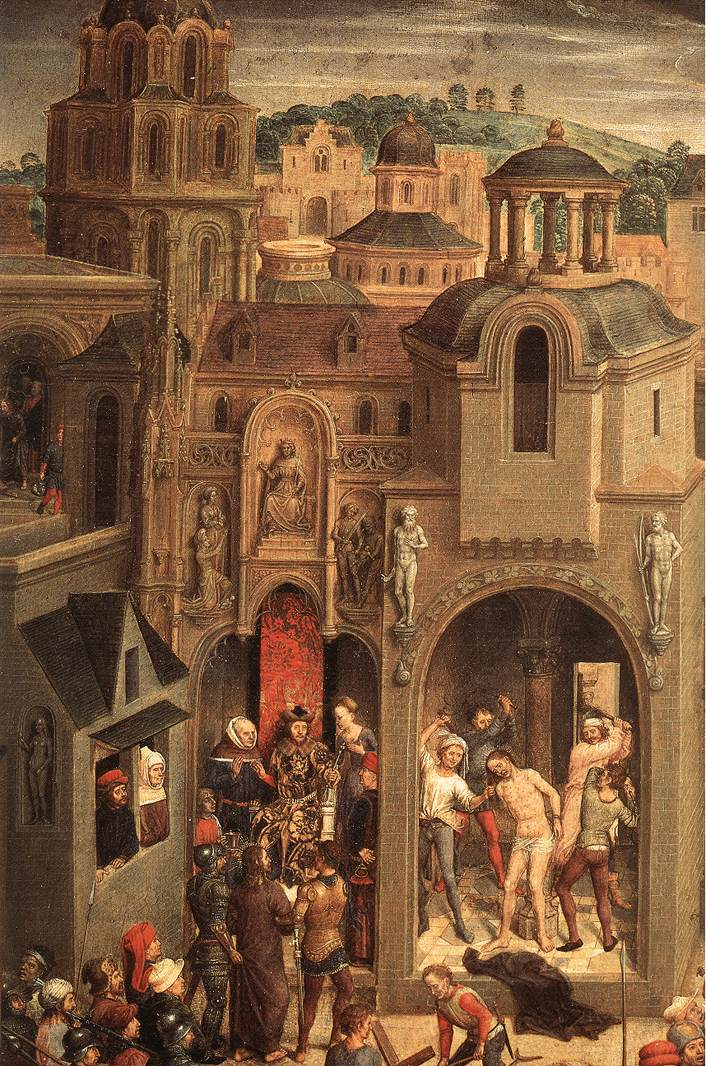
8. et 9. Le Christ devant Pilate et la Flagellation.
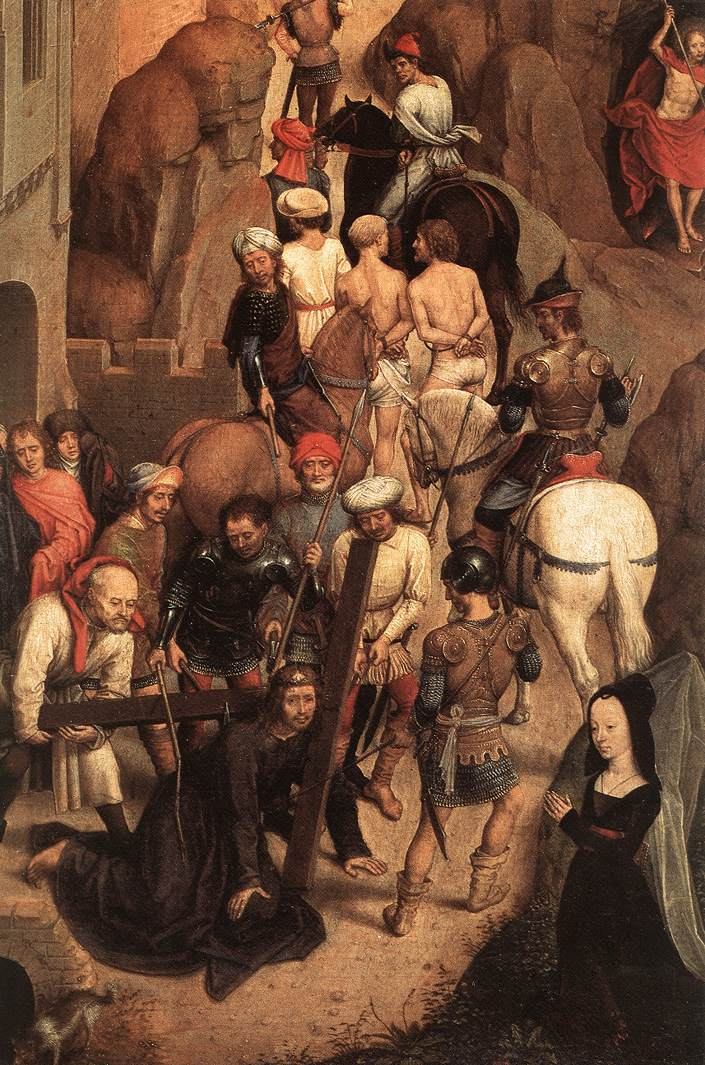
14. Portement de croix.

## Autres œuvres dans le même style
Memling utilisera un style narratif similaire dans son Avènement et triomphe du Christ (également connue sous le nom des Sept joies de la Vierge) (1480), réalisé pour le retable de la chapelle de la guilde des tanneurs en l'église Notre-Dame de Bruges, et qui est aujourd'hui exposé à l'Alte Pinakothek à Munich.

### Sources et bibliographie
en anglais
- Susie Nash, Northern Renaissance art, Oxford University Press, 2008,  (ISBN 0192842692), p. 278-279, Lire en ligne ;
- Neil Morris, Jesus : A Life in Pictures, Salariya Publishers, 2004,  (ISBN 1904642497), p. 5, Lire en ligne ;
- Peter Happé, Cyclic form and the English mystery plays : a comparative study of the English biblical cycles and their continental and iconographic counterparts, volume 7 : « Medieval and early Renaissance theatre and drama »,  Rodopi, 2004,  (ISBN 9042016523)], p. 118-124 Lire en ligne.

en français
- Till-Holger Borchert, Les portraits de Memling : exposition, Madrid, Museo Thyssen-Bornemisza, 14 février-15 mai 2005, Bruges, Groeningemuseum, 8 juin-4 septembre 2005, New York,  the Frick collection, 6 octobre-31 décembre 2005, (avec la contribution de Maryan W. Ainsworth, Lorne Campbell, Paula Nuttal)  Milan, Ludion, 2005, 176 p. (ISBN 90-5544-542-8).
- Giorgio T. Faggin (trad. Alain Veinstein, préf. Jacques Foucart), Tout l'œuvre peint de Memling, Paris, Flammarion, coll. « Les Classique de l'Art », 1973.
- Dirk De Vos, Hans Memling : L'œuvre complet, Anvers, Albin Michel : Fonds Mercator, 1994 (ISBN 978-2-226-06992-4).